# ۱۳۸۳ (میلادی)
۱۳۸۳ (میلادی)، هزار و سیصد و هشتاد و سومین سال تقویم میلادی است.

## رویدادها

### اکتبر
- ۲۲ اکتبر - درگذشت شاه فرناندوی یکم

## زادگان

### تاریخ نامعلوم
- اوژن چهارم، پاپ کلیسای کاتولیک رم از سال ۱۴۳۱ تا ۱۴۴۷ میلادی. (درگذشتهٔ ۱۴۴۷)
- ماسولینو دا پانیکال، نقاش اهل ایتالیا. (درگذشتهٔ ۱۴۴۷)

## درگذشتگان

### فوریه
- ۱۰ فوریه - آگنس دوراتزو، آخرین ملکهٔ قسطنطنیه و همسر جیمز بو، امپراتور لاتین. (زادهٔ ۱۳۴۵)

### آوریل
- ۳۰ آوریل - شاهزاده کانه‌یوشی، پسر امپراتور گودایگو و اشرف‌زادهٔ اهل ژاپن. (زادهٔ ۱۳۲۹)

### ژوئن
- ۱۵ ژوئن - ژان ششم، امپراتور بیزانس، سیاستمدار و  امپراتور بیزانس. (زادهٔ ۱۲۹۲)

### اکتبر
- ۲۲ اکتبر - فرناندوی یکم، پادشاه پرتغال، نهمین پادشاه پرتغال از سال ۱۳۶۷ تا ۱۳۸۳ میلادی. (زادهٔ ۱۳۴۵)

‎